# ツーアウトフルベース
『ツーアウトフルベース』は、2022年3月25日に公開の日本映画。阿部顕嵐の初主演映画である。PG12指定。

## ストーリー
かつて高校球児だったイチとハチは10年前のとある事件をきっかけに堕落した生活を送っていた。ひょんなことから町のヤクザの抗争に巻き込まれてしまい、二人の「人生サイアクの一日」が始まってしまう。

## キャスト
イチ
演 - 阿部顕嵐
ハチ
演 - 板垣瑞生
早紀（さき）
演 - 工藤遥
チャー坊（ちゃーぼう）
演 - 諸星翔希
アントニオ
演 - 新羅慎二
ヒロポン
演 - 後藤剛範
オニヘイ
演 - 渋川清彦

## スタッフ
- 監督：藤澤浩和
- 脚本：内田英治
- 音楽：吉岡聖治
- 主題歌：7ORDER「レスポール」[3]（日本コロムビア）
- エグゼクティブプロデューサー：加藤和夫
- 企画・プロデュース：新羅慎二[4]
- プロデューサー：菅谷英智 / 中島裕作
- キャスティングプロデューサー：杉山麻衣
- 宣伝プロデューサー：丸山杏子
- 撮影：伊藤麻樹
- 照明：井上真吾
- 美術・装飾：松塚隆史
- 録音：齋藤泰陽
- 編集：小美野昌史
- スタイリスト：神恵美
- ヘアメイク：清水美穂
- 助監督：米倉祐依
- 制作担当：原田博志
- CG：若松みゆき
- 製作：日本コロムビア / KSR / 東映ビデオ
- 製作プロダクション：RIKIプロジェクト
- 配給：東映ビデオ